# نيحا (الهرمل)
نيحا هي إحدى القرى اللبنانية من قرى قضاء الهرمل في محافظة بعلبك الهرمل.

## الموقع
تقع قرية نيحا إلى الشمال من مدينة زحلة وتبعد عنها حوالي 8 كلم . وتشتهر القرية بأثارها الرومانية والفينيقية ومنها معبدين للإلهة الروماني هادرانيس والإله الفينيقي أنارغايتس .
{{موقع السائح:http://www.saaih.com/%D9%84%D8%A8%D9%86%D8%A7%D9%86/%D9%85%D8%AD%D8%A7%D9%81%D8%B8%D8%A9-%D8%A7%D9%84%D8%A8%D9%82%D8%A7%D8%B9/%D9%86%D9%8A%D8%AD%D8%A7-%D8%A7%D9%84%D8%A8%D9%82%D8%A7%D8%B9}}